# دار الباز فوقاني
دار الباز فوقاني قرية سوريّة تتبع إداريّاً لمحافظة حلب منطقة عين العرب ناحية مركز شيوخ تحتاني، بلغ تعداد سكانها 781 نسمة حسب التعداد السكاني لعام 2004.